# Jackass: The Game
Jackass the game är ett spel baserat på TV-serien Jackass. Spelet skapades av det nyzeeländska spelutvecklingsföretaget Sidhe Interactive för Playstation 2 och Playstation Portable.
Alla karaktärerna i Jackass, utom Bam Margera, kommer att bidra med sina röster till spelet. Johnny Knoxville och andra medlemmar av Jackass gav även idéer på stunts, oanvända i serien, som spelutvecklarna kunde använda i spelet.

## Handling
Man ska göra en egen film eftersom Jeff Termaine har sönder filmkameran som man har filmat med. Det finns vanliga stunt som man gör samt en del minispel kallade "Wee game" innehållande figuren Wee-Man.